# Madathukulam
Madathukulam è una suddivisione dell'India, classificata come town panchayat, di 20.212 abitanti, situata nel distretto di Tirupur, nello stato federato del Tamil Nadu. In base al numero di abitanti la città rientra nella classe III (da 20.000 a 49.999 persone).

## Geografia fisica
La città è situata a 10° 34' 0 N e 77° 20' 60 E e ha un'altitudine di 306 m s.l.m..

## Società

### Evoluzione demografica
Al censimento del 2001 la popolazione di Madathukulam assommava a 20.212 persone, delle quali 10.288 maschi e 9.924 femmine. I bambini di età inferiore o uguale ai sei anni assommavano a 2.061, dei quali 1.050 maschi e 1.011 femmine. Infine, coloro che erano in grado di saper almeno leggere e scrivere erano 14.169, dei quali 8.001 maschi e 6.168 femmine.